# Загребин, Степан Васильевич
Степан Васильевич Загребин (29 июля 1901, дер. Скуришата, Вятская губерния — 28 марта 1944, Унгенский район, Молдавская ССР) — сержант Рабоче-крестьянской Красной Армии, участник Великой Отечественной войны, Герой Советского Союза (1944).

## Биография
Степан Загребин родился 29 июля 1901 года в деревне Скуришата. С 13 лет работал на текстильной фабрике в Вятке, затем батраком в родной деревне. В 1919 году Загребин был призван на службу в Рабоче-крестьянскую Красную Армию. Участвовал в боях с войсками Деникина и Врангеля, с басмачами в Средней Азии. В октябре 1923 года Загребин был демобилизован, после чего вернулся на родину. Работал в личном хозяйстве, затем стал председателем сельского совета. С 1929 года — на финансовой работе, был инспектором Котельничского уездного финотдела, затем ревизором Кировского областного управления сберкасс и госкредита.
В январе 1942 года Загребин был повторно призван в армию. С февраля того же года — на фронтах Великой Отечественной войны. Принимал участие в боях на Ленинградском, Волховском, Воронежском, Степном, 2-м Украинском фронтах, был контужен. Участвовал в боях под Ленинградом, освобождении Украинской ССР, битве за Днепр, Корсунь-Шевченковской и Уманско-Ботошанской операциях. К марту 1944 года сержант Степан Загребин был старшиной роты автоматчиков 859-го стрелкового полка 294-й стрелковой дивизии 52-й армии 2-го Украинского фронта. Отличился во время освобождения Молдавской ССР.
28 марта 1944 года в районе села Петрешты Унгенского района в бою с превосходящими силами немецких и румынских войск, пытавшихся прорваться к реке Прут, пулемётным огнём Загребин лично уничтожил несколько десятков солдат и офицеров противника. В том бою он погиб. Похоронен в Петрештах.
Указом Президиума Верховного Совета СССР от 13 сентября 1944 года за «мужество и героизм, проявленные в бою», сержант Степан Загребин посмертно был удостоен высокого звания Героя Советского Союза. Также был награждён орденом Ленина и медалью «За отвагу».

## Память
- Имя Героя увековечено на мемориальной доске в честь Героев Советского Союза — уроженцев Кировской области в парке Дворца пионеров города Кирова.

- Имя Героя высечено золотыми буквами в зале Славы Центрального музея Великой Отечественной войны в Парке Победы города Москвы.

- На могиле героя установлен надгробный памятник.

- В честь Загребина названа улица в Даровском[2].

## Комментарии
1. ↑  Деревня Скуришата, относившаяся к Даровской волости Котельничского уезда, в последующем входила в состав Кобрского сельсовета Даровского района Кировской области; не сохранилась[1].